# きくち教児
きくち 教児（きくち きょうじ、1953年9月4日 - ）は、中京圏を拠点に活動するローカルタレント、鍼灸師、ふぐ調理師。岩手県釜石市生まれ。愛知県立横須賀高等学校、辻学園日本調理師学校、中和鍼灸専門学校（現・中和医療専門学校）卒業。

## 来歴
国際観光ホテルナゴヤキャッスルに4年間婚礼担当で勤務した後、タレントに転身。1979年から日本テレビ系全国ネット番組『ズームイン!!朝!』で東海地区ローカルキャスターを担当したのを皮切りに、数々のテレビ番組に出演するようになった。中京テレビ製作番組への出演が多いが、全国ネット番組にもいくつか出演した経歴を持ち、1986年には徳光和夫の後任で『歌のワイド90分!』の司会に抜擢されたりもした。
1998年に鍼灸専門学校を卒業。以来、タレント活動と並行して鍼灸師としても活動している。かつては名古屋タレントビューローに所属していたが、同社が2011年3月に一度解散したのを機にフリーで活動するようになった。

## 人物
- 鍼灸師の資格のほかにふぐ調理師の資格も持つ。
- 自身のブログの自己紹介欄で「師匠は徳光和夫（『ズームイン!!朝!』初代総合司会者）、福留功男（『ズームイン!!朝!』2代目総合司会者）両氏」だと語っている。
- 妻は作家の井上凛。彼女はかつて井上池鶴の名で東海ラジオの『とびっきりNiGHT』や東海ラジオ版『決定!全日本歌謡選抜』に出演していた。

## 出演

### テレビ番組
- ズームイン!!朝! （1979年 - 1995年、日本テレビ）
- ザ・トップテン（日本テレビ）
- どれみふぁサンデー（1982年 - 1987年、中京テレビ）
- 歌のワイド90分! （1986年、日本テレビ）
- きくち教児のグルメデート（1986年 - 1995年、中京テレビ）
- DOする土曜日（1988年 - 1989年、中京テレビ）
- スポーツまるごと!ドラドラ天国（1991年 - 1993年、中京テレビ）
- 行け!行け!!ドラゴンズ（1994年 - 1997年、中京テレビ）
- 投稿!特ホウ王国（日本テレビ）
- 教児のおめざめワイド → おめざめワイド!530 → おめざめワイド（1995年 - 2009年、中京テレビ）
- SPORTS STADIUM （1997年 - 不明、中京テレビ）
- ラッキー!! （2009年 - 2013年、中京テレビ）
- ラッキーブランチ!! （2010年 - 2013年、中京テレビ）
- 4U （2013年 - 2014年、中京テレビ）[1]
- 60代からの夢チャレンジ アラカン（2015年 - 、中京テレビ）
- 金とく アノコロTV (2020年6月5日[2]、9月12日[3]、NHK名古屋）- MC

### ラジオ番組
- さん!さん!サタデー 青空ワイド（1982年 - 不明、東海ラジオ）
- きくち教児の楽気!DAY（2016年4月1日 - 2022年3月26日、東海ラジオ）
- HEARTFUL SHUFFLE（2023年3月22日 - 、Heart FM、毎週水曜レギュラー）

## 関連人物
- 板東英二 - 『ズームイン!!朝!』で共演。
- 三沢淳 - 同上。番組降板後も、亡くなるまできくちと親交が深かった。